# Dalí Paris
Dalí Paris, anteriorment anomenat Espace Dalí, és un museu situat a París, França, a prop de la famosa Place du Tertre, a Montmartre, dedicat al cèlebre artista Salvador Dalí. És l'única exposició permanent d'obres del geni surrealista de tot l'estat francès.

## El Museu
El museu es va estrenar al públic el 13 de juny de 1991, amb el nom de Espace Montmartre, com a col·lecció particular i privada del galerista italià Beniamino Levi. El 2018, com a celebració del seu vint aniversari, es va realitzar una petita intervenció que va obligar a tancar l'espai durant quatre mesos, i es va tornar a obrir al públic l'abril del mateix any, amb l'organització interna totalment renovada.
El Dalí París compta amb més de 300 obres originals de Dalí, sobretot gravats i escultures, entre les quals destaquen L'elefant espacial i Alícia al País de les meravelles. També són importants les obres en paper Moisès i el Monoteisme, Memòria del Surrealisme o Don Quijote.
Com a anècdota, la mateixa veu gravada de Dalí amb música fantasmagòrica de fons guia els visitants d'una obra a una altra, en un espai que intenta recrear l'esperit dalinià: teatral, colorista, fantasmagòric, surrealista. A més, uns tallers creatius per a nens permeten als més joves familiaritzar-se amb l'obra de Dalí.
Contigua al museu, hi ha situada la Galerie Montmartre, on es poden veure un gran conjunt d'obres d'altres artistes contemporanis, amb vistes espectaculars dels teulats parisencs.

## Exposicions temporals
El museu programa, regularment, exposicions particulars dedicades a diferents temes entorn l'artista. Per exemple:
- 2006: Dalí et la Mode.[5]
- 2008-2009: Dalí, Hologrammes et jeux d'optique.[6]
- 2009: Dali à l'Œuvre.[7]
- 2009-2010 : Dali d'Or et Bijoux de Gala.[8]
- 2012: Signé Dalí, La collection Sabater[9]
- 2014-2015: Dalí fait le mur[10]
- 2015 : Daum Variations d'artistes[11]
- 2016 : Joann Sfar, Salvador Dali - une seconde avant l'éveil[12]
- 2020: Dali prend vie grâce à la réalité virtuelle[13]